# École supérieure de commerce Carlos Pellegrini
L'École supérieure de commerce Carlos-Pellegrini (de l'espagnol Escuela Superior de Comercio "Carlos Pellegrini") est une école de commerce de Buenos Aires, qui est régie par l'université de Buenos Aires. C'est un des plus prestigieux lycées en Argentine.

## Cours d'entrée
Pour y être admis, l'élève doit préalablement suivre un cours d'admission qui évalue les différents domaines : mathématiques, langue, géographie et histoire. Ce cours d'entrée est le même que celui auquel doivent se soumettre les candidats au Colegio Nacional de Buenos Aires. Les lieux de la formation sont les établissements précités, et Normal 1, situé Avenida Cordoba et Ayacucho, en face du Palais des travaux d'assainissement.
La méthode d'évaluation antérieure à 2009 était que les candidats détiennent douze partielle à un score maximum de 50: 3, Langue, Mathématiques 3, 3 3 Histoire et de Géographie. À la fin du cours, a donné une note de "couper" et le meilleur est venu à l'école. Toutefois, le système de National Pellegrini Buenos Aires et a changé en 2009: [3] L'approche a commencé à consister à faire dix (10) partielle à un score maximum de 100: Trois (3) Langue, Trois (3) mathématiques, deux (2) Géographie et deux (2) Histoire. La somme de tous les partiels de différents matériaux donne le score final. L'issue du cours, tous les candidats qui passent l'automne 400 points de l'ordre de mérite, et c'est alors que l'établissement d'un tribunal. Dans de nombreux, qui d'entrée de gain sont environ 500 demandes par année pour un total d'environ 2000 pour commencer le cours. Attribution des créneaux horaires se fait au moyen d'une loterie, à l'exception de l'être dans les 20 premiers arrivants. Les étudiants qui ont un parent dans l'école, vous pouvez choisir votre quart de travail et d'éviter le tirage au sort, afin de faciliter l'organisation des familles avec deux enfants ou plus à l'école.

## Histoire

### Fondation par le président Carlos Pellegrini
À la fin du XIXe siècle, période de transformation et de croissance économique pour l'Argentine, la création de l'école fut jugée nécessaire pour répondre aux exigences d'un commerce florissant et la formation de jeunes professionnels dans le domaine de la comptabilité, dans une communauté où démontrant une grande changements socio-économiques et l'impact des progrès scientifiques et techniques survenus dans le monde.
Le 19 février 1890, par un décret émis par Carlos Pellegrini en sa qualité de vice-président en exercice de l'exécutif et approuvé par le ministre de la Justice, de la Culture et de l'Instruction publique, le Dr Philémon Posse, a été créé Business School Capitale de la République, qui a commencé dans un bâtiment sur la rue Alsina 1552.
Dans son premier programme mis en évidence les domaines de connaissances sur les mathématiques et le calcul commercial, la tenue des livres et des langues étrangères nécessaires à la croissance du commerce international élargi.
Balestra En 1892, le ministre a présenté la première réforme du programme d'études établi dans une durée de 5 ans, à la fin de ce qui ont obtenu le diplôme en comptabilité, publique Traducteur de langues anglaise et française, ou publique calligraphe Perito Mercantil.
En 1894, une nouvelle réforme divise les 5 ans dans 2 des «cours de préparation" et 3 "commercial cours" après quoi il a reçu le titre de "bachelier en sciences commerciales." Pour entrer dans le "Cours préparatoire" les étudiants devaient être de 14 ans et de payer un test d'entrée à la lecture, l'écriture, l'arithmétique, la grammaire et la géographie de la République.

### École professionnelle technique et de l'école Otto Business Krausse
Le ministre de l'Éducation Dr Antonio Bermejo appartenant au gouvernement de M. José Evaristo Uriburu (dans la période 1895-1898), a conduit le Congrès national une proposition visant à inclure un jeu d'argent pour créer une section à l'École nationale attachés de commerce, qui est ensuite développé comme l'École nationale de l'industrie (plus tard, Otto Krause Technical School).
ornement architectural en ESCCP.jpg
En 1905, l'école a été classée comme l'école secondaire.
Pendant ce temps, le pays avait créé des écoles de commerce et d'autres pour leur donner un plan général d'organisation, l'exécutif, en tant que ministre de l'Éducation M. Joaquín V. Gonzalez, publié Février 16, 1905, un décret divisant les écoles existantes en trois catégories: haute, moyenne et primaire. École de commerce de la capitale appartenait à la première classe, elle a enseigné dans les cours suivants:
```
   * Approprié pour personnes à charge (la nuit) avec 3 années d'études
   * Pour les experts sur le commerce avec 4 ans
   * Pour des comptables publics (la nuit), avec 3 ans
```

D'ici là, il a approuvé l'acquisition du terrain situé sur la rue (aujourd'hui Marcelo T. de Alvear) Charcas entre Callao et Riobamba, vers le bâtiment de l'école qui sera inaugurée en 1909 et travaille actuellement conçu par l'architecte Aloisi Gino.
En 1908, à l'initiative du vice-Juan Balestra, le collège a été rebaptisé Carlos Pellegrini, en mémoire de son fondateur.

### Formation de la Faculté d'économie
Sur la base de cette école et par l'ordonnance en date du 26 février 1910 par le président José Figueroa Alcorta, approuvé par le ministre de l'Éducation Dr S. Romulo Naón, a créé l'Institut des études commerciales, qui, après quelques vicissitudes de la suppression et la restauration, est devenu aujourd'hui la Faculté des Sciences Économiques (UBA). De Septembre 30, 1913, l'École de commerce est devenu une dépendance de l'université de Buenos Aires, avec la nature des cours préparatoires annexes faculté qui.
En 1931, en vertu des dispositions de la charte nouvelle université, l'école n'était pas fixé à la Faculté des sciences économiques, passant directement sous le Recteur de l'Université de Buenos Aires et le Consejo Superior de celui-ci. En 1946, les études ont été étendues à 6 ans d'intensifier l'expertise technique et introduit les disciplines humanistes.
Sept ans plus tard, en 1953, les femmes sont joints aux étudiants dans le changement après-midi. La seule présence féminine à ce jour ont été parmi les enseignants, la première femme professeur avait rejoint l'école en 1923. En 1961, première femme entrée dans le quart quart du matin et après-midi en 1966 à.
En 1968, par arrêté du Recteur de l'Université, nous avons procédé à modifier le programme existant, sur la base des conclusions du rapport d'un comité chargé de conduire une analyse des structures, des objectifs et des programmes de ce plan.
Déclaré que le but de l'école a été la préparation des élèves à donner une formation complète à la fois du point de vue intellectuel et social, en fournissant les éléments techniques qui leur permettent d'exercer la profession comptable élémentaire et les humanités et les sciences à l'appui de leur culture et activée pour l'accès direct à n'importe quelle discipline qui a été délivré à l'université. Mise à jour le nom traditionnel du titre de degré Perito Mercantil for Business.
Le programme modifié a été mis en œuvre à partir de 1969, mais a annulé sa mise en œuvre à partir de 1973. À cette époque, le plan a été réduite à cinq ans, en tournant à donner le titre de Perito Mercantil.

### L'intervention militaire et la normalisation ultérieure
Produit le coup de Mars 24, 1976, l'intervention militaire de l'université a demandé aux autorités scolaires l'élaboration d'un nouveau programme qui vise à restaurer les objectifs de base, le prestige et le niveau académique qui caractérisait traditionnellement (sic). Ainsi naquit le programme de 1977, qui a rétabli la période de 6 ans d'études, l'octroi d'un baccalauréat en sciences commerciales.
rétablissement de la démocratie dans le pays en Décembre 1983, le Recteur de l'UBA Normalizer créé par la résolution n ° 943 du 6 août 1984, la Commission consultative sur l'éducation Domaine de ESSCP. Il est devenu un canal d'expression des différentes composantes de la communauté éducative qui ont participé à la réforme éducative.
La réforme du curriculum de 1985 a établi un cycle global au Moyen-cycle de 5 ans divisée en général et une limite supérieure.
Le programme a été organisé dans un cycle global au Moyen durée de cinq ans, divisé en:
```
   * Général un cycle de trois ans et le contenu éducatif dans un sens global;
   * Haute cycle de deux ans continue de la formation générale et formation spécifique intègre le contenu. 
     Il y a deux orientations possibles du choix de l'étudiant: la gestion et de comptabilité et socio-économique.
```

À la fin de cet élève du cycle moyen a obtenu un diplôme de Perito Mercantil. Il y a une option Série technique une année où il s'est inscrit à des cours similaires équivaut à Radio-Canada à l'Université de Buenos Aires et d'autres matériaux destinés à l'amélioration de la carrière et la capacité technique de l'étudiant. À la fin de ce cycle supplémentaires, l'étudiant a obtenu un baccalauréat en sciences commerciales.
Après une expérience de plus de dix ans, en 1999, le programme a été remanié et quelques modifications ont été introduites progressivement afin de s'adapter aux nouvelles exigences de la société et le monde du travail et l'évolution des connaissances et technologies d'intervention et de répondre aux problèmes identifiés à partir d'un travail de diagnostic institutionnel réalisé en 1997 et 1998.

### La crise de 2007
En 2007, après l'achèvement de la gestion d'Abraham Gak, ouvrant la voie à celle de Viegas, Carlos Pellegrini victime d'une crise institutionnelle se manifeste dans la mise en place et de prendre plus de 80 alertes à la bombe, puisque les étudiants ne sont pas fonction de l'évolution des programmes proposés par le recteur.
À la fin de 2007, Juan Carlos Viegas a été rejeté comme recteur de l'ESCCP, prenant ses fonctions le Oscar Héctor Pastorino. L'année suivante, 2008, le nombre d'étudiants a chuté de moitié en raison de la crise de 2007, afin qu'ils puissent participer la quasi-totalité des candidats. [6] [7
Escuchar
Leer fonéticamente